# Trichastylopsis hoguei
Trichastylopsis hoguei là một loài bọ cánh cứng trong họ Cerambycidae.